# Tweede Kamerverkiezingen 2017/Kandidatenlijst/PVV

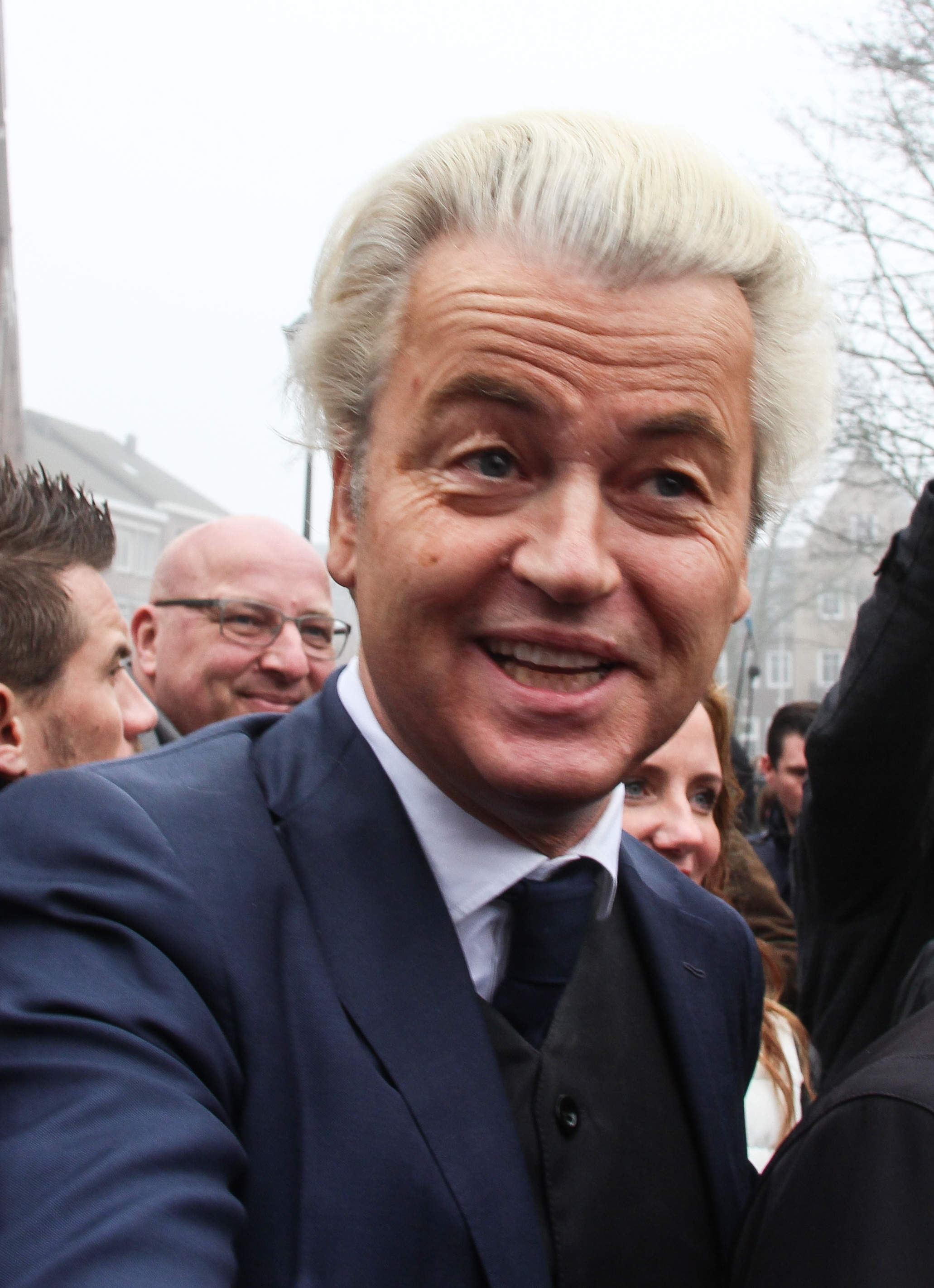
Lijsttrekker Geert Wilders tijdens de verkiezingscampagne in Spijkenisse

Dit is de lijst van kandidaten van de Partij voor de Vrijheid voor de Tweede Kamerverkiezingen van 15 maart 2017 zoals vastgesteld door de Kiesraad. De lijst bestaat uit 50 landelijke kandidaten. De lijsttrekker is Geert Wilders.

## Totstandkoming
De selectiecommissie van de PVV voor de kandidatenlijst voor de Tweede Kamerverkiezingen bestond uit partijleider Geert Wilders, Tweede Kamerlid Sietse Fritsma en Eerste Kamerlid Gidi Markuszower.
Omdat Wilders het enige lid van de PVV is en het voor anderen niet mogelijk is om lid van de partij te worden, hoefde de kandidatenlijst niet vastgesteld te worden door een partijcongres.
Op 6 januari 2017 maakte de PVV de kandidatenlijst voor de Tweede Kamerverkiezingen bekend, met Geert Wilders als lijsttrekker. Op 3 februari 2017 werd de kandidatenlijst officieel vastgesteld door de Kiesraad.

## De lijst
- vet: verkozen
- cursief: voorkeursdrempel overschreden

1. Geert Wilders - 1.258.989
2. Fleur Agema - 71.229
3. Vicky Maeijer - 6.751
4. Gidi Markuszower - 1.101
5. Sietse Fritsma - 1.013
6. Martin Bosma - 6.430
7. Barry Madlener - 987
8. Teun van Dijck - 416
9. Lilian Helder - 3.130
10. Harm Beertema - 515
11. Machiel de Graaf - 619
12. Dion Graus - 3.725
13. Raymond de Roon - 269
14. Danai van Weerdenburg - 639
15. Edgar Mulder - 1.127
16. Karen Gerbrands - 545
17. Léon de Jong - 291
18. Gabriëlle Popken - 390
19. Alexander Kops - 679
20. Roy van Aalst - 1.524
21. Emiel van Dijk[6][7] - 599
22. Robert Housmans - 904
23. Chris Jansen[7] - 382
24. Henk de Vree[6] - 257
25. Max Aardema - 1.593
26. Toon van Dijk - 270
27. Daniëlle de Winter - 901
28. Ilse Bezaan - 275
29. Joyce Kardol - 1.205
30. Elmar Vlottes - 381
31. Rob de Jong - 332
32. An van Pijkeren - 215
33. Jeffrey Rijken - 341
34. Han IJssennagger - 99
35. Henk van Deún - 360
36. Tim Vermeer - 90
37. Olaf Buitelaar - 82
38. Tessa Dulfer - 362
39. Maikel Boon - 413
40. Ed Braam - 211
41. Menno Ludriks - 90
42. Nathalie Choenni - 612
43. Louis Roks - 413
44. Folkert Thiadens - 240
45. Elias van Hees - 91
46. Caroline Kooman - 570
47. Dannij van der Sluijs - 222
48. Alexander van Hattem - 205
49. Olaf Stuger - 129
50. Gom van Strien - 728

VVD · PvdA · PVV · SP · CDA · D66 · ChristenUnie · GroenLinks · SGP · Partij voor de Dieren · 50PLUS · OndernemersPartij · VNL · DENK · Nieuwe Wegen · Forum voor Democratie · De Burger Beweging · Vrijzinnige Partij · GeenPeil · Piratenpartij · Artikel 1 · Niet Stemmers · Libertarische Partij · Lokaal in de Kamer · Jezus Leeft · StemNL · Mens en Spirit/Basisinkomen Partij/V-R · Vrije Democratische Partij
2006 · 2010 · 2012 · 2017 · 2021 · 2023